# 사갈라
사갈라(고대 그리스어: Σάγγαλα)는 현재 파키스탄의 샬코트로 푼자브 북부에 위치한 도시이다. 사갈라는 그리스 계승 왕국의  메난더 1세의 수도였다. 

## 역사
사갈라는 푼잡 동부에 있으며 알렉산더 대왕의 아시아 원정시의 동쪽 한계에 가깝다.  
도시는 아시아의 페르시아 동부 지방의 정복 과정에 나온다. 
히드라오테스를 건넌 후 알렉산더는 포루스와 합류하였는데 코끼리 5000마리로 사갈라를 포휘하였다. 
도시는 파괴되었고 그 주민은 많이 죽었다. 

## 같이 보기
- 샴발라
- 시알코트
- 샹그릴라